# Semillac
Semillac ist eine französische Gemeinde mit 68 Einwohnern (Stand: 1. Januar 2022) im Département Charente-Maritime in der Region Nouvelle-Aquitaine (vor 2016 Poitou-Charentes); sie gehört zum Arrondissement Jonzac und zum Kanton Pons. Die Einwohner werden Semillacais genannt.

## Geographie
Semillac liegt etwa 64 Kilometer nördlich von Bordeaux. Umgeben wird Semillac von den Nachbargemeinden Consac im Norden, Saint-Dizant-du-Bois im Osten, Saint-Martial-de-Mirambeau im Süden sowie Semoussac im Südwesten und Westen.

## Bevölkerungsentwicklung
| Jahr                       | 1962 | 1968 | 1975 | 1982 | 1990 | 1999 | 2006 | 2019 |
| Einwohner                  | 68   | 54   | 45   | 63   | 53   | 52   | 62   | 74   |
| Quellen: Cassini und INSEE |      |      |      |      |      |      |      |      |

## Sehenswürdigkeiten
- Kirche Saint-Didier aus dem 12. Jahrhundert

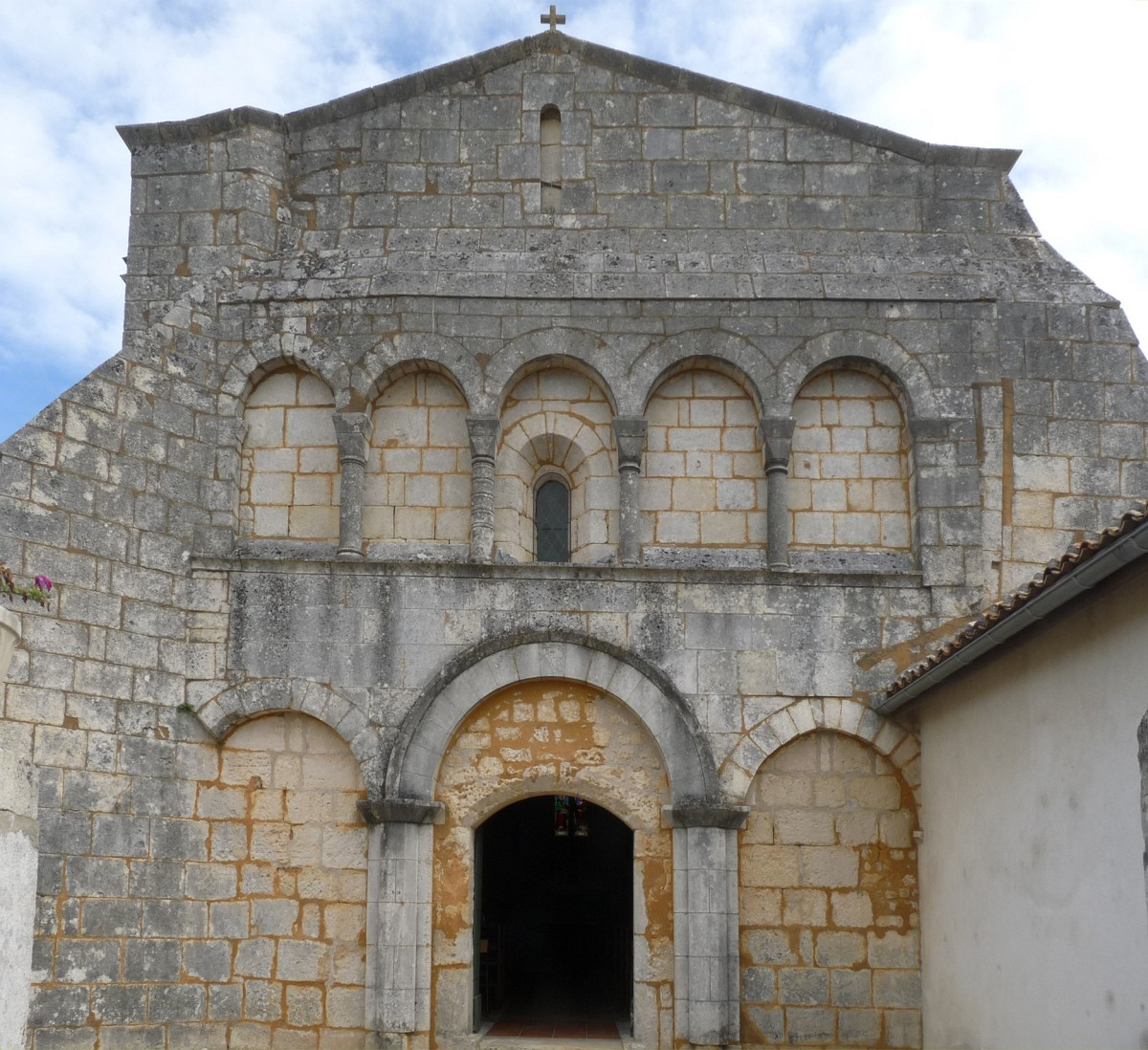
Kirche Saint-Didier